# Megaselia diminuta
Megaselia diminuta är en tvåvingeart som beskrevs av Borgmeier 1962. Megaselia diminuta ingår i släktet Megaselia och familjen puckelflugor. Inga underarter finns listade i Catalogue of Life.